# Tainia obpandurata
Tainia obpandurata là một loài thực vật có hoa trong họ Lan. Loài này được H.Turner miêu tả khoa học đầu tiên năm 1992.